# Campeonato da Argélia de Ciclismo Contrarrelógio
Os Campeonatos da Argélia de Ciclismo Contrarrelógio são organizados anualmente para determinar o campeão ciclista da Argélia de cada ano, na modalidade.
O título é outorgado ao vencedor de uma única prova, na modalidade de contrarrelógio individual. O vencedor obtêm o direito de usar a maillot com as cores da bandeira da Argélia até ao campeonato do ano seguinte, unicamente quando disputa provas contrarrelógio.
O corredor mais laureado é Azzeddine Lagab, com quatro vitórias.

## Palmares
| Ano  | Vencedor              | Segundo            | Terceiro              |
| 1999 | Abdelkadar Rahmani    | Khelil Hadad       | Zineddine Merabent    |
| 2000 | Omar Slimane Zeitoune | Hichem Menad       | Fares Allik           |
| 2001 | Omar Slimane Zeitoune | Zineddine Merabent | Brahim El Ouaret      |
| 2005 | Brahim El Ouaret      | Zineddine Merabent | Aziz Boukhari         |
| 2007 | Redouane Chabaane     | Azzedine Lagab     | Okkacha Bouanani      |
| 2008 | Azzeddine Lagab       | Abdelmalek Madani  | Khalil Tamarent       |
| 2009 | Abdelmalek Madani     | Azzedine Lagab     | Redouane Chabaane     |
| 2010 | Abdelmalek Madani     | Mourad Faid        | Hichem Chaabane       |
| 2011 | Azzeddine Lagab       | Khalil Tamarent    | Fayçal Hamza          |
| 2012 | Azzeddine Lagab       | Hichem Chaabane    | Redouane Chabaane     |
| 2013 | Adil Barbari          | Hichem Chaabane    | Azzeddine Lagab       |
| 2014 | Azzeddine Lagab       | Abdelmalek Madani  | Hichem Chabane        |
| 2015 | Abdelkader Belmokhtar | Adil Barbari       | Nassim Saidi          |
| 2016 | Azzeddine Lagab       | Adil Barbari       | Abderrahmane Mansouri |
| 2017 | Azzeddine Lagab       | Youcef Reguigui    | Mohamed Bouzidi       |
| 2018 | Azzeddine Lagab       | Hamza Mansouri     | Oussama Mansouri      |
| 2019 | Youcef Reguigui       | Azzedine Lagab     | Abderrahmane Mansouri |
| 2020 | Não se celebrou       | Não se celebrou    | Não se celebrou       |
| 2021 | Azzeddine Lagab       | Hamza Mansouri     | Nassim Saidi          |
| 2022 | Azzeddine Lagab       | Hamza Amari        | Hamza Mansouri        |